# Burg Radboud

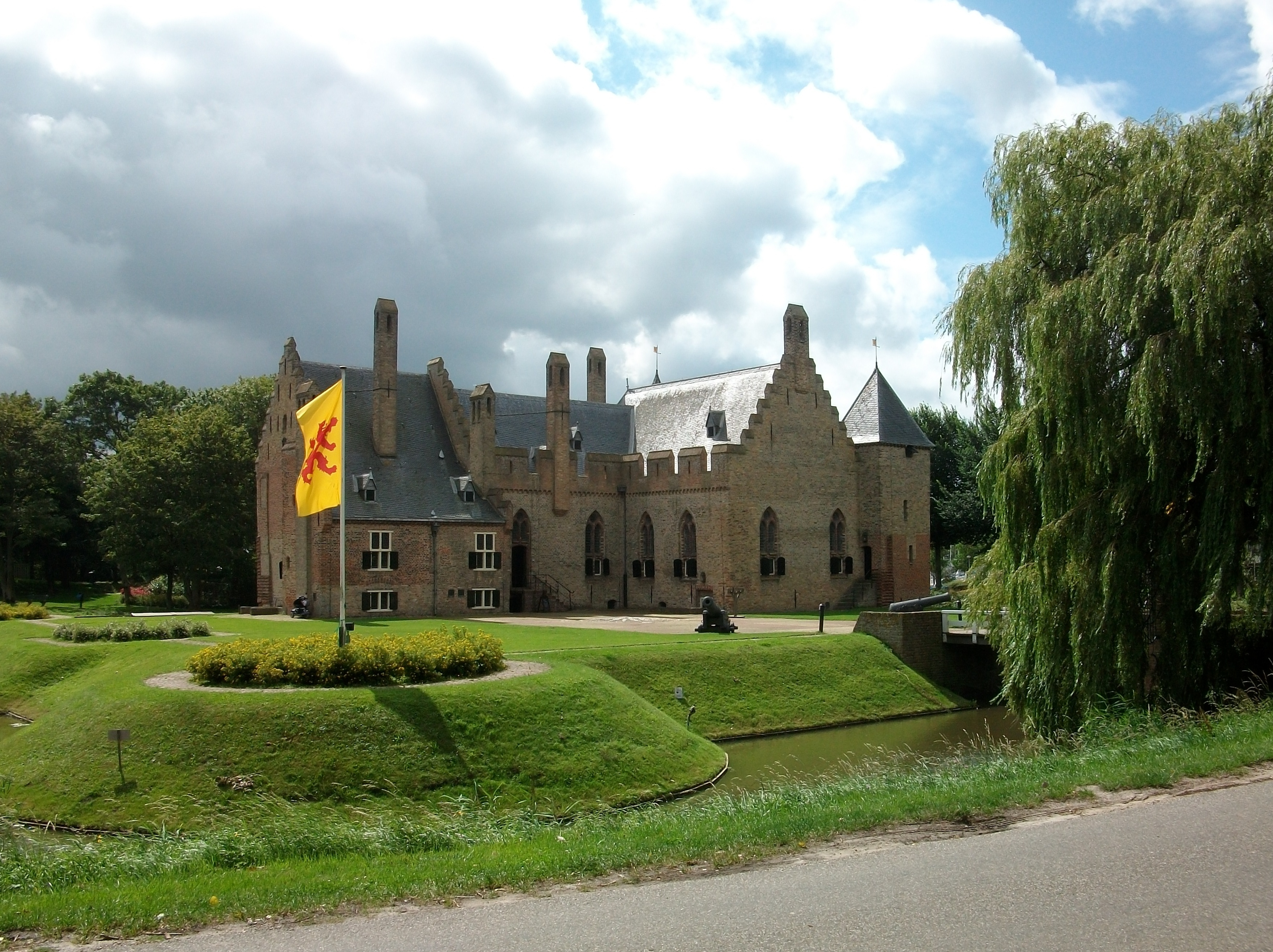
Burg Radboud

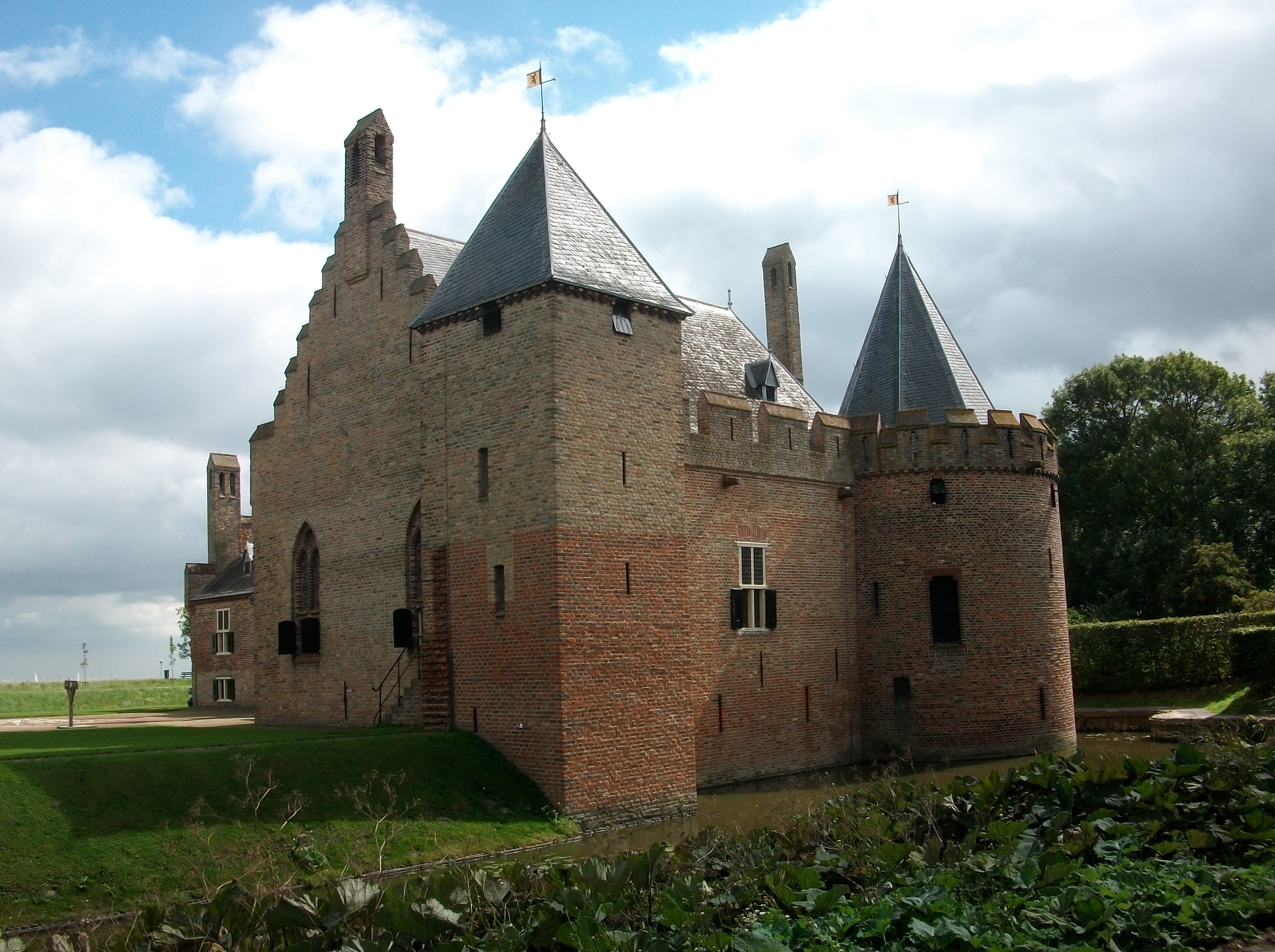
Seitenansicht mit Wassergraben

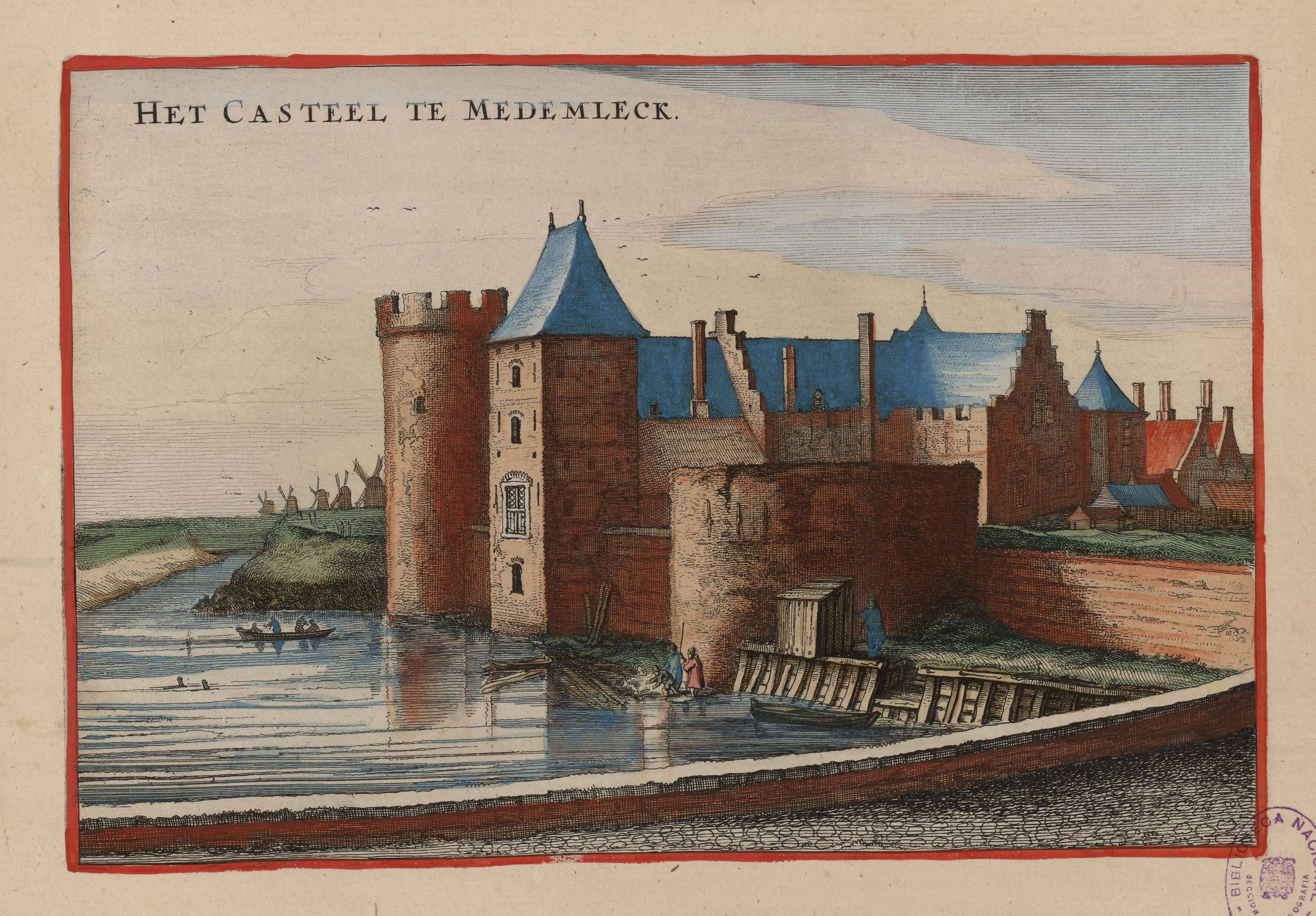
Zeichnung der Burg von Joan Blaeu, 1649

Burg Radboud (niederländisch Kasteel Radboud) steht auf der östlichen Hafenseite im niederländischen Medemblik.

## Geschichte
Floris V. von Holland unterwarf nach einem erfolgreichen Krieg
West-Friesland. Anschließend ließ er zur Sicherung seines Hoheitsgebietes, als Teil einer Burgenkette gegen die Westfriesen, unter anderem in Medemblik eine Burg erbauen. Burg Radboud wurde im Jahr 1282 in Auftrag gegeben. Das genaue Datum der Errichtung ist jedoch nicht bekannt. Der ursprüngliche Bauplan der Burg entsprach der Burg Muiderslot. Es wird angenommen, dass die Burg nach dem friesischen König Radbod benannt wurde. Dafür gibt es jedoch keine Beweise.
In späteren Jahren wurde die Zwingburg mehrfach belagert und diente zwischenzeitlich auch als Gefängnis. Während des Achtzigjährigen Krieges belagerte man die Burg in den Jahren 1572 und 1588. Ab dem 17. Jahrhundert verfiel die Burg. Später wurden Teile der Burg abgebrochen. Im Jahr 1889 wurde die Burg dem Staat übertragen. Dieser ließ die Anlage renovieren und rettete damit die Burg vor dem vollständigen Verfall. Von 1897 bis zum Jahr 1934 war in einem Burgsaal das Medembliker Amtsgericht untergebracht.
Nach Restaurierungen in den Jahren 1964 bis 1965 wurde in der Burg ein Museum eingerichtet. Von der anfänglichen Burg stehen noch zwei Wohnflügel, die besichtigt werden können. Zu sehen ist auch eine Ausstellung über das Leben der Westfriesen im Mittelalter und die Geschichte der Stadt und ihrer Burg.